# Nothomyia borgmeieri
Nothomyia borgmeieri är en tvåvingeart som först beskrevs av Lindner 1933.  Nothomyia borgmeieri ingår i släktet Nothomyia och familjen vapenflugor. Inga underarter finns listade i Catalogue of Life.